# Michał Cieślak
Michał Cieślak (Sierpc, 6 de septiembre de 1968) es un deportista polaco que compitió en remo como timonel.
Participó en los Juegos Olímpicos de Barcelona 1992, obteniendo una medalla de bronce en la prueba de cuatro con timonel. Ganó una medalla de bronce en el Campeonato Mundial de Remo de 1991, en la misma prueba.

## Palmarés internacional
| Juegos Olímpicos   | Juegos Olímpicos   | Juegos Olímpicos  | Juegos Olímpicos   |
| Año                | Lugar              | Medalla           | Prueba             |
| ------------------ | ------------------ | ----------------- | ------------------ |
| 1992               | Barcelona (España) | Medalla de bronce | Cuatro con timonel |
| Campeonato Mundial |                    |                   |                    |
| Año                | Lugar              | Medalla           | Prueba             |
| 1991               | Viena (Austria)    | Medalla de bronce | Cuatro con timonel |